# 植田恭史
植田 恭史（うえた やすし、1955年11月13日 - ）は、日本の陸上競技選手である。
1984年ロサンゼルスオリンピックで男子三段跳に出場した。その後、東海大学のスポーツ科学の教授になった。現在は一般社団法人関東学生陸上競技連盟会長。東海大学政治経済学部経済学科卒業。

## 著書

### 共著
- 『ジュニア陸上競技教典 −初心者マニュアルＱ＆Ａ−』全国高体連陸上競技部, 1997年

## 参照資料
1. ↑  “Yasushi Ueta Olympic Results”.  Sports Reference LLC. 2020年4月17日時点のオリジナルよりアーカイブ。2017年12月25日閲覧。
2. ↑  “イベントのお知らせ / 東海大学同窓会 岐阜支部”. Tokai Daigaku Dōsōkai Gifu Shibu. 2017年12月30日閲覧。
3. ↑  “researchmap”. 2025年4月11日閲覧。